# Gaj nad Mariborom
Gaj nad Mariborom este o localitate din comuna Maribor, Slovenia, cu o populație de 2.003-212 locuitori.